# Dany Carrel
Dany Carrel (Tourane, 1932. szeptember 20.–) francia színésznő.

## Élete és pályafutása
A hajdani Francia Indokínában (Annam, a mai Vietnám), Tourane-ban  született. Marseille-ben tanult, majd titkárnőként dolgozott. Színi tanulmányaiban Marcel Herrand volt a mestere. Előbb színpadon, 1953 óta főleg filmben szerepel.
Játéka közvetlen, egész egyénisége a kihívó kacérság és a kamasz lányos ártatlanság megejtő keveréke. Emlékezetes alakítást nyújtott Émile Zola Tisztes úriház című regénye filmváltozatának (1957) Berthe szerepében.

## Filmjei
- Titkos anyaság (Maternité clandestine) (1953)
- A nagyok hálóterme (Dortoir des grandes) (1953)
- Egérfogó (La cage aux souris) (1954)
- Sivatagi őrjárat (La patrouille des sables) (1954)
- A nagy hadgyakorlat (Les grandes manoeuvres), (1955)
- Jelentéktelen emberek / A kárhozat útja (Des gens sans importance), (1956)
- A tapintatlanok (Les indiscrètes) (1956)
- A megszállottak (Les possédées) (1956)
- Nők klubja (Club de femmes) (1956)
- Élisa (1957)
- Az orgonás negyed (Porte des Lilas) (1957)
- Tisztes úriház (1957)
- Kiruccanás (Escapade) (1957)
- Nyár... Nők... Férfiak (1958)
- A kotrógépek (Les dragueurs) (1959)
- A sedani liba (Die Gans von Sedan) (1959)
- Az ellenséges tábornok (The Enemy General) (1960)
- A kőasszonyok malma (Il mulino delle donne di pietra) (1961)
- Orlac kezei (The Hands of Orlac) (1961)
- Ellenségek (Les ennemis) (1962)
- Örömtelen harangjáték (Carillons sans joie) (1962)
- Főnök szoknyában (1964)
- Csapda Hamupipőkének (Piège pour Cendrillon) (1965)
- A veszett kutya (Le chien fou) (1966)
- Egy bolond Párizsban (1967)
- Pasas a tönk szélén (1968)
- Delphine (1969)
- A rabnő (La prisonnière) (1969)
- Hárommilliárd lift nélkül (1972)
- Nincs jelentenivaló (1973)

## Fordítás
- Ez a szócikk részben vagy egészben  a   Dany Carrel című angol Wikipédia-szócikk fordításán alapul.  Az eredeti cikk szerkesztőit annak laptörténete sorolja fel. Ez a jelzés csupán a megfogalmazás eredetét és a szerzői jogokat jelzi, nem szolgál a cikkben szereplő információk forrásmegjelöléseként.